# Hrvatski paraolimpijski odbor
Hrvatski paraolimpijski odbor je najviša nevladina nacionalna športska udruga športaša s invaliditetom, koja se ustrojava prema paraolimpijskim standardima i načelima međunarodnog paraolimpijskog pokreta te potrebama hrvatskog športa osoba s invaliditetom, a u koji se udružuju nacionalni i županijski športski savezi osoba s invaliditetom te športski savez osoba s invaliditetom Grada Zagreba.

## Ustrojstvo
- Predsjednik: Ratko Kovačić
- Članovi izvršnog odbora: Ratko Kovačić, Barbara Fuček, Leško Josip Držaić, Ana Sršen, Mijo Bakić, Franko Bakša, Dragan Katunar, Zvonimir Brozić, Branko Omazić, Krunoslav Pavlinec, Ivan Ćosić
- Članovi nadzornog odbora: Srećko Žigman, Dražen Družinec, Milan Maretić
- Članovi etičkog odbora: Mile Ćorluka, Ivica Vujica, Ivica Bratanović

## Povijest
Šport osoba s invaliditetom u Hrvatskoj, počeo je organizacijom športsko rekreativnih aktivnosti boraca II. svjetskog rata, da bi u Zagrebu 8. rujna 1964. godine bio osnovan "Savez za šport i rekreaciju invalida Hrvatske". Nakon proglašenja hrvatske samostalnosti, Izvršni odbor Saveza za šport i rekreaciju invalida Hrvatske na sastanku održanom 30. kolovoza 1991. godine donio je odluku o obustavi sudjelovanja u radu Saveza za šport i rekreaciju invalida Jugoslavije te o opozivu delegata u predsjedništvu SSRI Jugoslavije.
Nakon razdruživanja Hrvatskog športskog saveza od SFK Jugoslavije 10. rujna 1991. godine, osnovan je Hrvatski olimpijski odbor u kojem je Saveza za šport i rekreaciju invalida Hrvatske jedan od osnivača i punopravna članica.
"Savez za šport i rekraciju invalida Hrvatske" član je Međunarodne športske organizacije invalida (International Sports Organization for Dissabled - ISOD) - od 8. svibnja 1992. te Međunarodne športske organizacije športova u invalidskim kolicima (International Stoke Mandeville Wheelchair Sports Federation - ISMWSF) od 11. svibnja 1992.
6. svibnja 1993. godine "Savez za sport i rekraciju invalida Hrvatske" odlukom Skupštine, mijenja ime u Hrvatski športski savez invalida.
Hrvatski športski savez invalida, član je Međunarodnog paraolimpijskog odbora ( International Paralympic Committee - IPC ) od 10. rujna 1993. i Europskog paraolimpijskog odbora (European Paralympic Committee - EPC) od 6. rujna 1998. godine. Nadalje, Savez je član i mnogih drugih svjetskih športskih udruženja, kao što su Međunarodna federacija za šport i rekreaciju osoba s cerebralnom paralizom, Međunarodna federacija za športove u kolicima i osobe s amputacijama, Međunarodna federacija za šport osoba s intelektualnim poteškoćama, Međunarodnog stolnoteniskog udruženja, Međunarodne organizacije košarke u kolicima, Svjetske odbojkaške organizacije za invalide i Međunarodne organizacije za tenis u invalidskim kolicima.
Odredbama Zakona o športu (NN br. 71/06), Hrvatski športski savez invalida, od 28. listopada 2006. nastavlja djelovanje kao Hrvatski paraolimpijski odbor.

## Hrvatski paraolimpijci
Hrvatski paraolimpijci su vrhunski sportaši s pregršt osvojenih medalja na svim velikim natjecanjima te su nosioci mnogih svjetskih i europskih rekorda. Neki od njih su:

### Mihovil Španja
Izrazito uspješan, marljiv, fokusiran i talentiran sportaš u čijem društvu uvijek nastojite dati najviše od sebe. Za većinu ljudi, on je prva pomisao kada se spomene paraolimpijski sport. Kao dijete je prebolio dječju paralizu te se zbog zdravlja počeo baviti plivanjem. Danas se natječe u disciplinama leđno, kraul, mješovito i prsno.
Osvajač je više od stotinu medalja s raznih svjetskih plivačkih natjecanja za osobe s invaliditetom, a više od polovice su zlatne. Rođeni je pobjednik i u svakoj utrci daje svoj maksimum.
Primjer je i inspiracija mnogim mladim osobama. Iako je ostvario zavidnu sportsku karijeru, nije zapostavio školovanje te danas ima diplomu PR managera. Ističe da mu je obitelj veliko uporište i inspiracija.
Bori se da svi sportaši, bili oni s ili bez invaliditeta, imaju jednaka prava, vrijednosti, priznanja i mogućnosti. 

### Ana Sršen
Jedna od najuspješnijih hrvatskih paraolimpijki za koju je sport način života. Danas prenosi ljubav prema sportu u vlastitoj plivačkoj školi “Natator” koja danas broji više od 350 članova, a želja joj je pomagati mladim sportašima u njihovim karijerama.
Smatra da je sport vrlo važan za djecu i mlade jer stvara pozitivan odnos prema radu, uči sudionike poštovanju protivnika i pravila te kako da se nose s porazima i pobjedama. Ističe kako u paraolimpijskom sportu ima puno entuzijazma i temeljnih vrijednosti, a to su prevladavanje ograničenja i pomicanje granica.
Dok je redovito trenirala, bila je pravi profesionalac i plivala po 15 kilometara dnevno. Kaže kako je iz poraza najviše rasla jer je puno toga naučila u takvim situacijama.
Svim mladima poručuje da uče, vježbaju, bave se sportom, druže se i paze jedni na druge.
Životni moto joj je: U zdravom tijelu, zdrav duh! 

### Milka Milinković
Jedna od onih osoba koju ništa ne može slomiti jer je njen duh nepobjediv. Ni kada je kao trinaestogodišnjakinja pala s trešnje i slomila kralježnicu i ostala u invalidskim kolicima, nije se predala.
S 15 godina se počinje baviti sportom za osobe s invaliditetom: košarkom, atletikom, streličarstvom i šahom. Od 1974. osvaja medalje na velikoj većini natjecanja na kojima nastupa. Jedna od zanimljivosti, koje se rado prisjeća, je nastup na Europskom prventsvu u Francuskoj za košarkaše u invalidskim kolicima gdje je postigla pobjednički koš s pola igrališta.
Međutim, ljubav prema atletici je bila jača i ona svoj sportski put nastavlja u Kraljici sportova, a već na Paraolimpijskim igrama u Barceloni, 1992. godine, osvaja prvu hrvatsku paraolimpijsku medalju. Danas marljivo trenira kako bi izborila svoje devete Paraolimpijske igre koje će se održati u Londonu 2012.! Svi koji je poznaju znaju da je veliki sportaš, čovjek, zabavljač i primjer svim mladima.
Životni moto joj je: Sve dok se mogu smijati, sretna sam!

### Darko Kralj
Nevjerojatno smirena, predana i pozitivna osoba koja svojim primjerom nadahnjuje mnoge. To je naš Darko Kralj. Nakon što je u Domovinskom ratu ostao bez lijeve natkoljenice, nije se niti u jednom trenutku predao nego je čvrsto odlučio nastaviti bavljenje sportom.
Prekretnica u sportskoj karijeri mu se dogodila 2006. godine kada se susreo s trenerom Ivanom Ivančićem. Ubrzo nakon početka suradnje, Kralj postiže vrhunske sportske rezultate što se vidi i po broju osvojenih medalja s velikih natjecanja.
Osvajač je prve hrvatske paraolimpijske zlatne medalje. Dan 10. rujna 2008. će pamtiti cijeli život jer je na prepunom pekinškom Ptičjem gnijezdu svirala hrvatska himna njemu u čast. Najveća podrška u životu su mu supruga i njegovi sinovi, a oni su njegova inspiracija.
Životni moto mu je: Prihvatiš li život, dat će ti sve! 

### Branimir Budetić
Primjer osobe koja dokazuje da se s trudom, radom i požrtvovnošću može puno toga postići. Bavio se rukometom iako je bio slijep na lijevo oko. Nakon doživljene nesreće i postupnog gubitka vida na desno oko, po prvi puta u životu se susreće sa sportom za osobe s invaliditetom.
Odlučio se baviti atletikom te je počeo svakodnevno trenirati po dva,tri sata. Njegove discipline su: petoboj, bacanje kugle i bacanje koplja. Poraze prihvaća jer zna da svaki sportaš, da bi bio još bolji, mora iz grešaka učiti.
Sport mu zauzima veliku ulogu u životu. Kroz sport je stekao samopouzdanje, proputovao svijet, upoznao nove ljude, kulture i običaje i sklopio mnoga nova prijateljstva.
Iako mu je u početku bilo teško uskladiti fakultetske obaveze i sport, danas je ponosan što to uspijeva. Prva je osoba s invaliditetom koja je upisala Kineziološki fakultet u Zagrebu. Znanjem koje usvoji, želi postati trener i jednoga dana profesor na matičnom fakultetu.
Mladima poručuje da poštuju roditelje, nauče cijeniti i voljeti sebe, da svaki dan nauče nešto novo i da zapamte da postoje djeca kojima je potrebna pomoć u obavljanju osnovnih stvari. Također ističe da uvijek treba biti dobar prema ljudima i pomagati jer će i nama jednoga dana trebati prijatelj da nas razveseli.
Životni moto mu je: Uvijek budi vedar, nasmijan, zaigran i bavi se nečim što te zanima!

### Helena Dretar Karić
Vedra djevojka koja se sportom bavi oduvijek. Bavila se rukometom dok nije 1997. nastradala u prometnoj nesreći i ostala u invalidskim kolicima. Međutim, njen sportski duh se nije ugasio i počinje se baviti stolnim tenisom.
U stolnoteniske vode je uvodi hrvatski reprezentativac i paraolimpijac Zoran Križanec koji joj je danas trener i najbolji prijatelj. Već na prvim natjecanjima ostvaruje zavidne rezultate, a godine 2007. je osvojila naslov državne prvakinje u muškoj konkurenciji.
Kao svoj najveći uspjeh s ponosom ističe sina Krešimira.
Životni moto joj je: Nikad ne odustaj! 

### Denis Slunjski
Sportom se bavi od malih nogu. Aktivno se bavio rukometom, nogometom, stolnim tenisom, tenisom i skijanjem dok se nije opredijelio za atletiku. Najdraža disciplina mu je bacanje kugle jer je u tome najuspješniji, a trenira i bacanje diska i koplja.
Za atletiku, odnosno sport, kaže da mu ispunjava njegov životni cilj jer želi osvojiti medalju na Paraolimpijskim igrama. Zato trenira dva,tri sata dnevno. Teško podnosi poraz jer ne voli gubiti.
Nije mu problem uskladiti školu i sport jer, kako sam Denis kaže, kada nešto voliš i uporan si u tome, za sve obaveze se ima vremena. Da se ne bavi sportom, nakon završene škole bi se zaposlio.
Volio bi postati trener i zato se ove godine nada uspješnom upisu na Društveno veleučilište u Zagrebu - Odjel za izobrazbu trenera.
Sa završenim fakultetom i iskustvom koje će steći tokom godina, želja mu je postati predsjednikom Hrvatskog paraolimpijskog odbora.
Svim ljudima, posebno mladim osobama, poručuje da se bave sportom, profesionalno ili rekreativno ali da se škola ne zapostavlja.
Životni moto mu je: Iskoristi svaki dan najbolje što možeš! 

### Ivan Sršić
Zlatni dečko konjičkog sportaa konja je prvi puta sjeo 2001. godine. U početku samo zbog terapije i svog psihofizičkog razvoja, a kada se oslobodio straha od tih predivnih životinja, počeo je samostalno jahati i sudjelovati na natjecanjima.
Iako boluje od cerebralne paralize, to ga nije spriječilo da bude uporan u treninzima te je zato jako sretan kada uvježba sve zadane testove. Dva sata dnevno trenira na spravama, a nakon toga još dva sata trenira na konju. Smatra da su porazi sastavni dio života i da iz njih treba izvući pouke.
Poručuje svim mladima da se bave sportom jer će se puno bolje osjećati imajući zanimaciju u životu.
Životni moto mu je: Pošteno radi, budi pošten prema sebi i drugima jer se dobro, dobrim vraća. 

### Kristijan Vincetić
Skroman ali izuzetno marljiv dvadesetogodišnjak koji je zvijezda u usponu. Za sebe kaže da ne zna čime bi se bavio da nije odabrao plivanje jer se nikad ne zna gdje te život može odvesti. Plivanje mu, trenutno, znači sve u životu jer se samo tome posvetio.
Dok je išao u srednju, Željezničko tehničku školu u Zagrebu, uspijevao je uskladiti sve obaveze uz puno neispavanih noći i tolerancije nastavnika. Čak je upisao i Građevinski fakultet ali zbog odluke da se u potpunosti posveti sportu, akademske dužnosti će malo pričekati.
Dan mu započinje buđenjem već u 5.30 ujutro, nakon čega slijedi vaganje radi održavanja konstantne kilaže. Dnevno trenira čak devet sati, a između treninga odmara. Iako puno trenira, ne žali jer zna da se samo tako može uspjeti u profesionalnom sportu. Nije mu drago doživjeti poraz ali zna da život ide dalje i da ne treba tugovati nego još više trenirati.
Kada odluči prekinuti sportsku karijeru, posvetit će se fakultetskim obavezama. Poručuje svima da se bave sportom jer je u zdravom tijelu, zdrav duh.
Životni moto mu je: Ne odustaj prije nego što probaš! 

### Marija Iveković
Iako u početku nije vjerovala da može uspjeti u atletici, u koju je došla iz rukometa nakon što joj je oslabio vid, danas je presretna što su joj rezultati i uspjesi koje je postigla dokazali da je bila u krivu.
Njezine discipline su bacanje diska i kugle, petoboj, skok u dalj i trčanje na 100 metara. Trenira četiri sata dnevno, a dok je na pripremama zna trenirati i po tri puta na dan. Sada je jedna od najboljih bacačica diska u svijetu.
Atletika joj, kako sama kaže, život znači. Ispunili bi joj se snovi kada bi osvojila zlatnu paraolimpijsku medalju u bacanju diska. Ne voli gubiti jer se teško nosi s porazima.
Dok je išla u školu, usklađivanje školskih obaveza s treningom joj nije bio problem. Voli seoski život i da se nije posvetila sportskom životu, bavila bi se poljoprivredom i stočarstvom. Nakon atletske karijere, vidi se kao sretno udana žena, okružena djecom na svom imanju.
Svim mladim osobama želi prenijeti poruku da vjeruju u sebe, rade ono što vole i da se nikad ne predaju.
Životni moto joj je: Samo je Sunce nedohvatljivo!